# 艾德·蘇利文秀
《蘇利文劇場》（The Ed Sullivan Show）是一档美国电视綜藝節目，從1948年6月20日至1971年3月28日每周日晚上8点到9点在CBS播出，並由纽约娱乐专栏作家埃德·沙利文主持。這個節目播出期間長達23年，是美國電視史上播出時間最久的綜藝節目之一，並曾邀請過如貓王、滾石樂團、披頭四樂團等藝人上節目。它于1971年9月被CBS周日晚间电影取代。
在台灣曾由台視於1969年10月12日至1970年12月27日期間，每週日18:58-20:00時段播映。

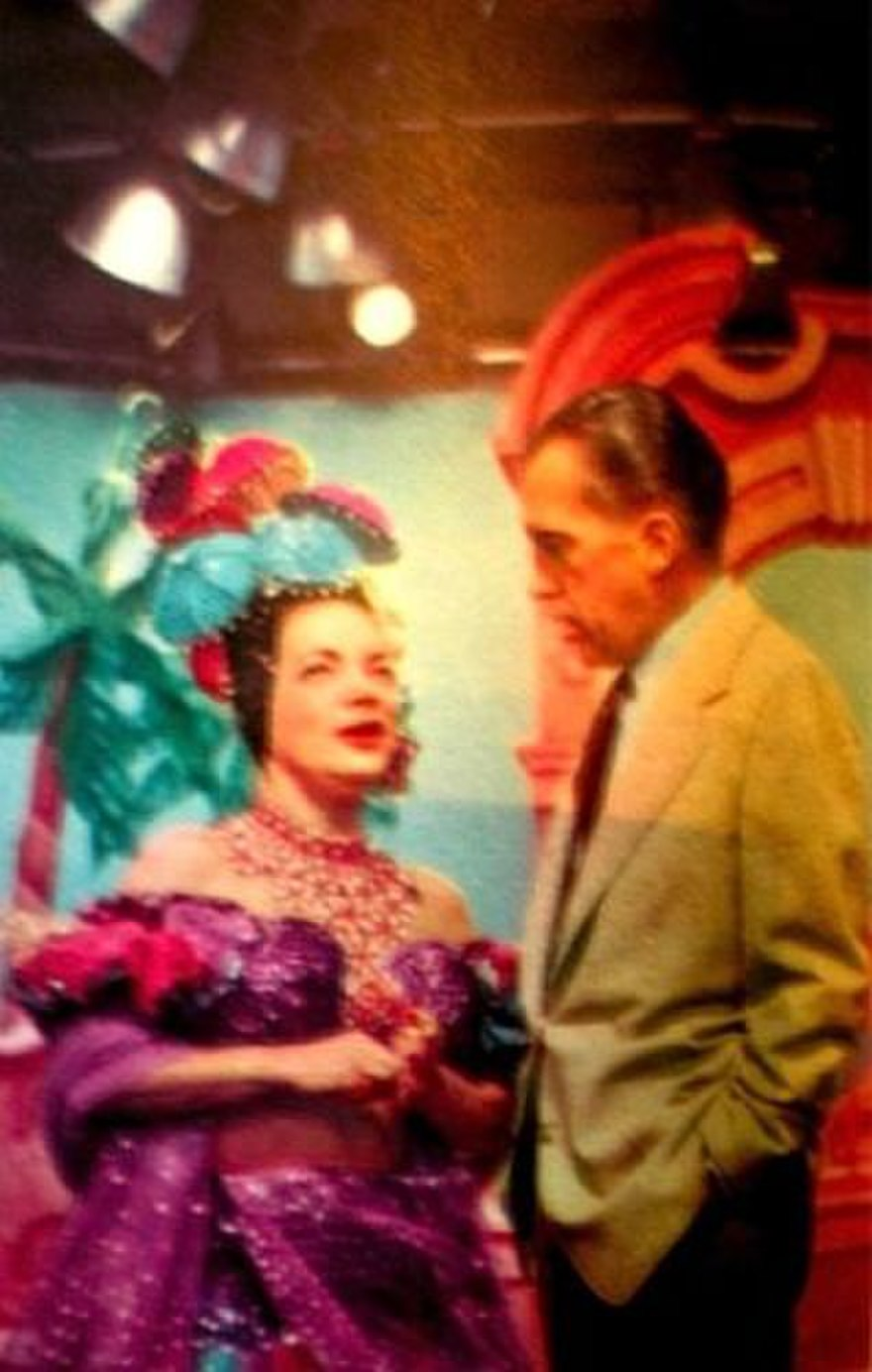
卡門·米蘭達和埃德·沙利文在Toast of the Town上，攝於1953年

## 外部連結
维基共享资源上的相關多媒體資源：艾德·蘇利文秀
- The Official Ed Sullivan Show Website
- YouTube上的The Ed Sullivan Show頻道
- The Ed Sullivan Show （页面存档备份，存于） at the Museum of Broadcast Communications（英语：Museum of Broadcast Communications）
- 互联网电影数据库（IMDb）上《The Ed Sullivan Show》的资料（英文）
- AllMovie上《艾德·蘇利文秀》的资料（英文）
- Monica Lewis on the very first 1948 telecast （页面存档备份，存于）
- The Ed Sullivan Show （页面存档备份，存于） at 电视指南 (美国杂志)
- Sofa Entertainment （页面存档备份，存于）
- Ed Sullivan: 40 Incredible Guests （页面存档备份，存于）—a slideshow by 生活 (雜誌)
- https://epguides.com/EdSullivanShow/ （页面存档备份，存于）